# اللجنة الوطنية للمخيمات الصيفية
اللجنة الوطنية للمخيمات الصيفية هي هيئة فلسطينية تأسست عام 2001، تُعنى بتنظيم المخيمات الصيفية للأطفال والطلائع في فلسطين، بهدف تعزيز الهوية الوطنية، وتطوير المهارات الحياتية، وتوفير بيئة آمنة للتعلم والترفيه.

## النشأة والتأسيس
تأسست اللجنة الوطنية للمخيمات الصيفية في 8 سبتمبر 2001، بعد تبني فكرة إنشاء مخيمات صيفية للأطفال الفلسطينيين من قبل الرئيس الراحل ياسر عرفات. جاء ذلك استجابة لحاجة المجتمع الفلسطيني لتوفير بيئة تعليمية وترفيهية للأطفال، خاصة في ظل الظروف الصعبة التي يعيشها الشعب الفلسطيني.

## الأهداف والرسالة
تهدف اللجنة إلى: 
- تنمية قدرات الأطفال والطلائع في المجالات المختلفة.
- تعزيز الانتماء الوطني والهوية الثقافية.
- توفير بيئة آمنة ومناسبة للتعلم والترفيه.
- تطوير المهارات الحياتية والاجتماعية للأطفال[3] [4]

## البرامج والأنشطة
تقدم اللجنة مجموعة متنوعة من البرامج والأنشطة، منها:
- الدعم النفسي الاجتماعي: لمساعدة الأطفال على التعامل مع التحديات النفسية.[1]
- التثقيف المدني وحقوق الطفل: لتوعية الأطفال بحقوقهم وواجباتهم.
- الفن والأشغال اليدوية: لتنمية الإبداع والمهارات الفنية.
- الدراما والمسرح: لتعزيز التعبير عن الذات والثقة بالنفس.
- الأنشطة البيئية: لتوعية الأطفال بأهمية الحفاظ على البيئة.
- الأنشطة العلمية: لتنمية التفكير العلمي والابتكار.
- الأنشطة الثقافية والكتابة الإبداعية: لتشجيع القراءة والكتابة.
- الأنشطة الصحية والرياضية: لتعزيز الصحة البدنية والنفسية.
- التوعية بمخاطر الألغام والأجسام المشبوهة: لحماية الأطفال من المخاطر المحتملة[5] [6]

## الإنجازات
منذ تأسيسها، حققت اللجنة العديد من الإنجازات، منها:
- تنظيم أكثر من 7,000 مخيم صيفي.
- مشاركة حوالي 700,000 طفل وطفلة في المخيمات.
- تدريب أكثر من 80,000 منشط ومنشطة.
- إعداد دليل تدريبي وطني شامل للمخيمات.
- تطوير دليل المعايير الوطنية الفلسطينية للمخيمات الصيفية.[5]

## الهيكل التنظيمي
تتكون اللجنة من:
- مجلس الإدارة: برئاسة معالي الوزير موسى أبو زيد.
- المدير التنفيذي: ميسون حجة.
- اللجان الفرعية: في مختلف المحافظات، لتنفيذ البرامج والأنشطة.[4]

## الشراكات والتعاون
تعمل اللجنة بالتعاون مع:
- المؤسسات الحكومية: مثل وزارة التربية والتعليم.
- المؤسسات الأهلية: مثل الجمعيات والمراكز الشبابية.
- المنظمات الدولية: مثل اليونيسف.